# Hutki (województwo śląskie)
Hutki – wieś w Polsce położona w województwie śląskim, w powiecie częstochowskim, w gminie Konopiska.
Do 1952 roku miejscowość była siedzibą gminy Rększowice, a w latach 1952-1954 gminy Hutki. W latach 1954–1972 wieś należała i była siedzibą władz gromady Hutki. W latach 1975–1998 miejscowość administracyjnie należała do województwa częstochowskiego.

## Pochodzenie nazwy
Nazwa wsi prawdopodobnie pochodzi od kuźnic zwanych tutaj być może „hutkami”, choć na przestrzeni lat od roku 1261 do 1900, w okolicy tej wsi, nigdy nie było żadnych kuźnic. W Lustacji Województwa Krakowskiego z 1789 roku występuje pod nazwą Hutka Rększowska. W Słowniku geograficznym Królestwa Polskiego opisana jako Kaczki-Hutki.

## Organizacje
Na terenie miejscowości funkcjonuje: 
- straż pożarna
- zespół szkolno-przedszkolny i gimnazjum, im. Mikołaja Kopernika
- ośrodek zdrowia.

## Znane osoby
W Hutkach mieszkała Renata Zarębska, aktorka i kaskaderka, która wygrała w 1990 XXVII Krajowy Festiwal Piosenki Polskiej w Opolu w kategorii piosenki kabaretowej.

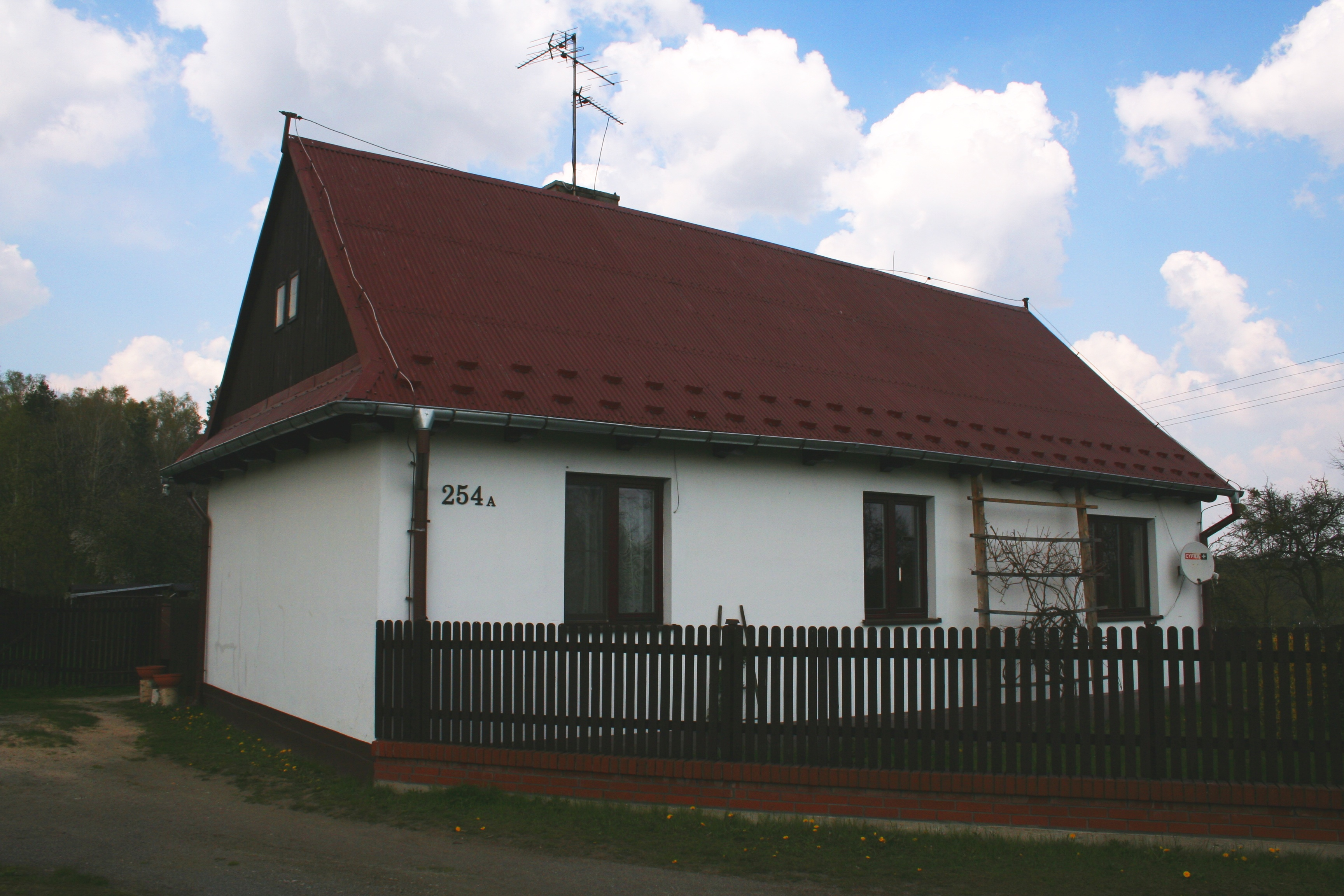
Leśniczówka w Hutkach